# سماك
السُماك (باللاتينية: ichthyosis) مجموعة غير متجانسة تشمل أكثر من 30 اضطراباً جلدياً أغلبها وراثي. المصطلح اللاتيني مشتق من الكلمة الإغريقية ιχθύς بمعنى سمكة، والمصطلح العربي ترجمة حرفية له. أشيع أنماط المرض هو السماك الشائع، ويشكل نحو 95% من الحالات.

## أنماطه
- السماك المرتبط بالإكس
- السماك الصفاحي
- السماك الشائع
- السماك الخلقي
- فرط التقران الحال للبشرة
- السماك المكتسب (غير وراثي)
- سماك سيمنز الفقاعي
- السماك المهرج

## السببيات
جلد السمك.. مرض جلدي وراثي لا علاج له.
السماكات أو ما يطلق عليه البعض «جلد السمكة» هو غالباً أمراض جلدية وراثية، تصيب الإنسان منذ الولادة أو باكراً في أول مراحل العمر، وفي بعض الأحيان تكون مكتسبة فتظهر متأخرة قد يرافقها بعض الأمراض الجهازية كأمراض الكلى.

## الأمراض
ويختلف العلماء في تصنيف السُماكات اختلافاً كبيراً لكنهم يعتمدون حالياً على الجينات والانتقال الوراثي لهذا المرض، مما دعاهم إلى تقسيمها إلى الأنواع الرئيسية التالية:
1- السُماك الشائع.
2- السماك المرتبط بالجنس (X-linked).
3- السماك الصفاحي (Lamellar).
4- فرط التقران الانحلالي (Epidermolytic).
أما السماك المكتسب أو العرضي (الثانوي) فهو يكون ناتجاً أو مصاحباً لأمراض أخرى عضوية وغالباً ما تصاحبه حكة أو قد يكون ناتجاً عن خلل وظيفي مثل التقدم بالسن، الفشل الكلوي المزمن، نقص بعض أنواع الفيتامينات، الالتهابات والأمراض المعدية مثل الجذام وغيره، أمراض الغدة الدرقية.
كما قد يكون مصاحباً لبعض الأمراض الوراثية وبعض الأورام السرطانية المتقدمة، وأخيراً قد يكون ردة فعل أو مصاحباً لبعض العلاجات والأدوية.
ما هي أعراض السُماك؟
تختلف أعراض هذه المجموعة المرضية حسب نوع الموروث الجيني والخلل الناتج عنه والذي يعطينا أنواع الجلد الحرشفي (السماك).
وغالباً ما يكون الجفاف الجلدي على شكل قطع متكسرة قشرية تأخذ أشكالاً هندسية متجاورة أقرب ما يكون لشكل الحراشف السمكية ويغطي أغلب أنحاء الجسم بدون أن يصيب الثنايا في باطن المفاصل مثل الابطين وباطن المرفقين والمنطقة الأربية (ثنايا الفخذين والمنطقة التناسلية) ونادراً ما يكون ظاهراً على الوجه.
وأعراضه تكون واضحة بعد الولادة أو خلال الطفولة المتأخرة وتتراوح بين:
- جفاف جلدي شديد مع تكون قشور سمكية ومتعددة.
- قد تصاحبه حكة بسيطة.
- قد ينبعث من الجلد المصاب رائحة غير طيبة، وذلك بسبب تراكم البكتيريا والفطريات فيما بين القشور والجلد.
- يشتكي الكثير من المرضى من تكون وتراكم الشمع في القنوات السمعية (الاذن الخارجية) مما يسبب صعوبة في السمع.

وللمعلومية فإن هذه الأعراض تزداد حدة في فترة الشتاء وفي الأجواء الجافة.
- أكثر من نصف المرضى يعانون الحساسية الأنفية، الربو والاكزيما الجلدية.
- في النوع الفقاعي أو الانحلالي البشروي قد يكون من السهل تكون الفقاعات المائية بمجرد الضغط البسيط على سطح الجلد.

## الأنواع
يوجد هناك أنواع كثيرة قد يصل تعدادها فوق العشرين نوعاً تختلف أنواعها حسب الأعراض المصاحبة والصورة الاكلينيكية الظاهرة وأما أكثرها شيوعاً فذكرتها في البداية وهي:
1- السماك الشائع: ويسمى في بعض الأحيان السماك البسيط، وهي حالة وراثية تبدأ في الطفولة الباكرة بقشور ناعمة رقيقة تبدو ملتصقة على كل أنحاء الجسم لكن جفاف الجلد يكون متفاوتاً حيث تصبح أشد سماكة على الأطراف السفلية منها على الجذع ويستثنى الثنيات الابطية وقد يصيب الراحتين وفروة الرأس، ويعتبر السير المرضي لهذا النوع حميداً، حيث تخف الأعراض مع التقدم في العمر.
2- السماك المرتبط بالجنس: وهذا النوع ينتقل إلى الذكور فقط، ويعرف أيضاً بالسماك الأسود، وتكون القشور عريضة وبارزة على العنق بالإضافة إلى الفروة، الوجه والاذنين، وغالباً يبدأ في الشهر الثالث أو قبله، وعلى العكس من السماك الشائع فإنه لا تتحسن الحالة مع التقدم في العمر.
3- السماك الصفاحي: ويظهر هذا النوع منذ الولادة أو بعدها بقليل، وهو يصيب سائر أنحاء الجسم، وقد يولد مكسوا بغشاء شبه كولوديوني، يبدأ بالتقشر خلال الأسبوعين أو الثلاثة الأولى من العمر على شكل صفيحات جافة.
ولقد كان يعرف بالسابق باسم «إحمرار الجلد السماكي الشكل الولادي غير الفقاعي»، وهو نادر الحدوث ويصيب الذكور والإناث على حد سواء، ويصاحب هذا النوع إحمرار في الجلد مع تقرن في راحتي اليدين وباطن القدمين، وكذلك شد في الجفن السفلي للعينين وأخيراً فرط وزيادة في التعرق والافرازات الدهنية وكذلك تسارع النمو في الشعر والأظافر.
4- فرط (زيادة) التقران الانحلالي البشروي: ويعرف أيضاً باسم فرط التقران السماكي الفقاعي وهو مرض ولادي وراثي، يظهر حين الولادة أو بعدها بقليل وقد يتأخر حتى الشهر السادس وقد يغطي الجسم بصفائح قشرية سميكة كالدرع، تسقط تلك القشور ثم تبدأ بتكوين قشور جديدة وهكذا.
ويتصف هذا النوع سريرياً بالعلامات التالية:
- الحمرة: وهو إحمرار جلدي متعمم لسائر الجسم وعرضي، يظهر بعد الولادة، ويرافقه في بعض الأحيان تشكل فقاعات، ويزول هذا الاحمرار في الأسابيع أو الأشهر الأولى.
- الفقاعات: وهي فقاعات كبيرة وقاسية تظهر بعد ساعات من الولادة وقد يتأخر ظهورها لما بعد الشهر السادس، وتعاود هذه الفقاعات الظهور بفواصل زمنية متباعدة.
- فرط التقران: يظهر بعد الولادة مباشرة ويتألف من طبقات قشرية متقرنة أو من صفيحات تشبه صفيحات الدرع، ويكون ذلك عاماً على سطح الجلد أو موضعياً في نواح معينة من الجسم كالركبتين.

هذا ويخف هذا النوع من السماك ويتراجع كلما تقدم العمر ويصبح أقل شدة.

## المآل
- مما سبق يتضح جلياً أن أغلب أنواع مرض السماك الجلدي وراثية وجينية المصدر لذلك أقول انه لا يوجد حتى الآن علاج شافٍ لهذا المرض حتى الآن. والعلاجات الموجودة هي للمساعدة في التحكم في أعراض هذا المرض.

## العلاج
- في بعض الأنواع يكون العلاج الرئيسي هو استعمال المرطبات (المطريات) الجلدية الموضعية وبشكل روتيني ويومياً لعدد من المرات، وهناك عدد كبير متوفر في الصيدليات على شكل كريمات أو مراهم، لوشن أو زيت الحمام، ويجب على المريض محاولة أنواع كثيرة منها قبل اختبار الأفضل والمناسب، كما يتوجب على الوالدين مساعدة أطفالهم المصابين وتعويدهم على استعمال تلك المرطبات حتى يتخذوها عادة يومية في حياتهم منذ الصغر «ومن الأفضل عدم استخدام مواد مهيجة للبشرة وبغرض إزالة القشور بسرعة أكبر» ويفضل استخدام تلك المرطبات مباشرة بعد الاستحمام، ومن أفضلها تلك المحتوية على (الأمونيوم لاكتيت بتركيز 12% واللاكتك أسيد بتركيز 6%)، وكذلك المحتوية على اليوريا أو أحماض الفواكه.
وقد يلجأ بعض الأطباء إلى استخدام مشتقات الريتينويد (retinoid) عن طريق الفم في بعض الحالات الخاصة وتحت الإشراف والمتابعة الدقيقة.

## بعض الأدوية المخففه للمرض
1 - جليسوليد الاصلي
2- شرب مغلي الحلبة ( ثلاث مرات يوميا ) وبعد ساعة يتم عمل حمام ساخن ((حمام سونا))
3-( زعتر + مرمية + حب العرعر ) تطحن وبنسب متساوية، وتستخدمين منها مقدار ملعقة طعام عادية، تضاف في كوب ماء سبق غليه ويترك لمدة 10 دقائق، ويشرب كالشاي ثلاث مرات يوميا بعد الأكل .
4-هذه الوصفة كذلك ولا بد منها : ( 10 جرام سنا مكي + 5 جرام كمون + 5 جرام مخلوط المرمية والبانوج ) تطحن جيدا وتخلط في نفس الوقت مع ملعقة عسل كبيرة وتأخذ فورًا على الريق، في كل إسبوع مرة واحدة
5- للإستعمال الخارجي : ( 100 جرام زيت زيتون ينقع فيه 30 جرام صبر سقطري يابس لمدة 24 ساعة وفي اليوم التالي يدفئ النقيع على نار هادئة ثم بعد 5 دقائق يصفى الزيت ثم يذوب 40 جرام شمع نحل ويضاف على الزيت الدافئ، وبعد أن يبرد يحفظ في قنينة زجاجية، ويدهن به مرتين في اليوم صباحًا ومساءً على أنحاء الجسم المصابة .
6- خلطة عسل النحل بالفازلين والجلسرين مرطبة للبشرة ومنظفة لها وتزيل القشرة الموجودة على الجسم
7- الاستحمام يوميا واستخدام صابون ايويلتيم للاطفال الأزرق طبعا
وبعد الاستحمام مباشره استخدام كريم الكالميوريد اواليوريا افلون بنسبة 5%حمض و10%يوريا تلقونه بالصيدليات وفي البداية لنتائج أفضل يستخدم مرتان يوميا ارجو ممن استفاد ان ينشر التجربة 
ملاحظة: كريم يو ار اس 10 يستخدم بعد الوضوء حتى لا تجف البشرة من الماء